# Heterospingus xanthopygius
Tangará-de-sobrancelha-escarlate ou saí-de-sobrancelha-encarnada (Heterospingus xanthopygius) é uma espécie de ave da família Thraupidae.
Pode ser encontrada nos seguintes países: Colômbia, Equador e Panamá.
Os seus habitats naturais são: florestas subtropicais ou tropicais húmidas de baixa altitude.